# Buddleja corrugata
Buddleja corrugata là một loài thực vật có hoa trong họ Huyền sâm. Loài này được M.E.Jones mô tả khoa học đầu tiên năm 1933.